# ジョージ・ラクス
ジョージ・ベンジャミン・ラクス（George Benjamin Luks 、1867年 8月13日 - 1933年10月29日）はアメリカ合衆国の画家である。ロバート・ヘンライ(1865-1929年)らと美術家グループ、「The Eight」をつくって活動した。都会的な具象画家のグループ、「アシュカン派」の画家の一人である。

## 略歴
ペンシルベニア州のウィリアムズポートで生まれた。両親はチェコからの移民で、父親は医師で、母親はアマチュア画家、音楽家であった。1880年代に兄と芸人としてフィラデルフィアで巡業する生活をした後、画家になる決心をして、ペンシルベニア美術アカデミーでしばらく学んだ。その後、ヨーロッパに渡り、パリやロンドンなど各地の美術学校や美術館で学び、デュッセルドルフ美術アカデミーでも学んで、1893年にフィラデルフィアに戻った。フィラデルフィアの新聞、「Philadelphia Press」のイラストレーターとして働いた。この頃、ジョン・フレンチ・スローンやロバート・ヘンライ、ウィリアム・グラッケンズ、エヴァレット・シンらと知り合い友人になった。
1896年にニューヨークに移り、新聞「New York World」で仕事をするようになった。スローン、ヘンライ、グラッケンズ、エヴァレット・シンもニューヨークへ移ってきて、彼ら5人にモーリス・プレンダーガスト、アーネスト・ローソン、アーサー・ボーウェン・デービスが加わって、1908年に「The Eight」がつくられ、グループ展を開いた。
「印象派」のスタイルで都会の風景や人物を描いた。ヘンライと同じようにアート・スチューデンツ・リーグ・オブ・ニューヨークでも教えた。「The Eight」のメンバーや、ヘンライやラクスの教えた学生を中心に、アメリカにおける具象派の画家のグループ、「アシュカン派」は形成された。
ラクスには過度の飲酒癖があり、酒場で飲酒した翌朝、戸外で死体になっていたのを警官によって発見されたとされる。

## 作品

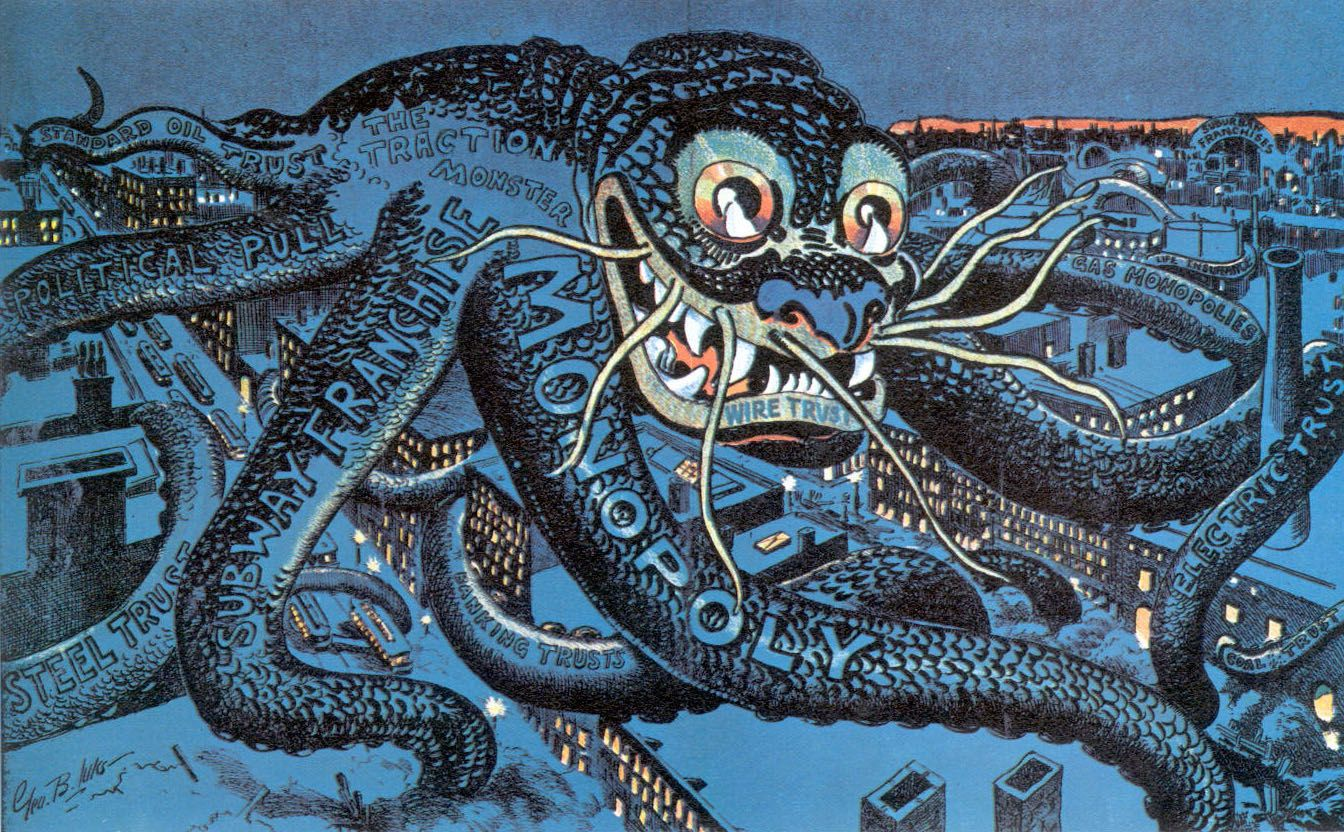
「目下の脅威」(1899年)
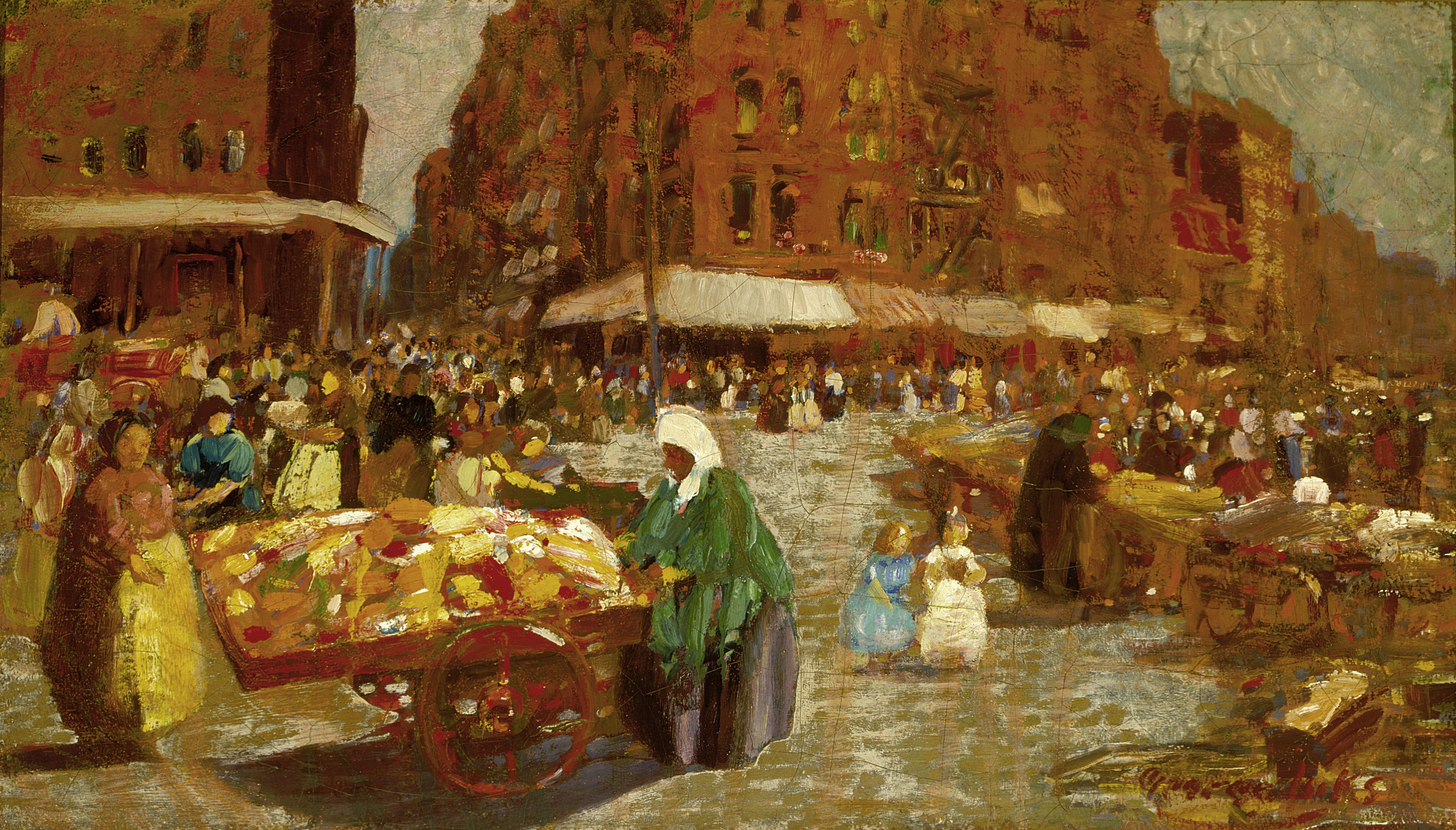
「Houston通り」(1917年) セントルイス美術館蔵
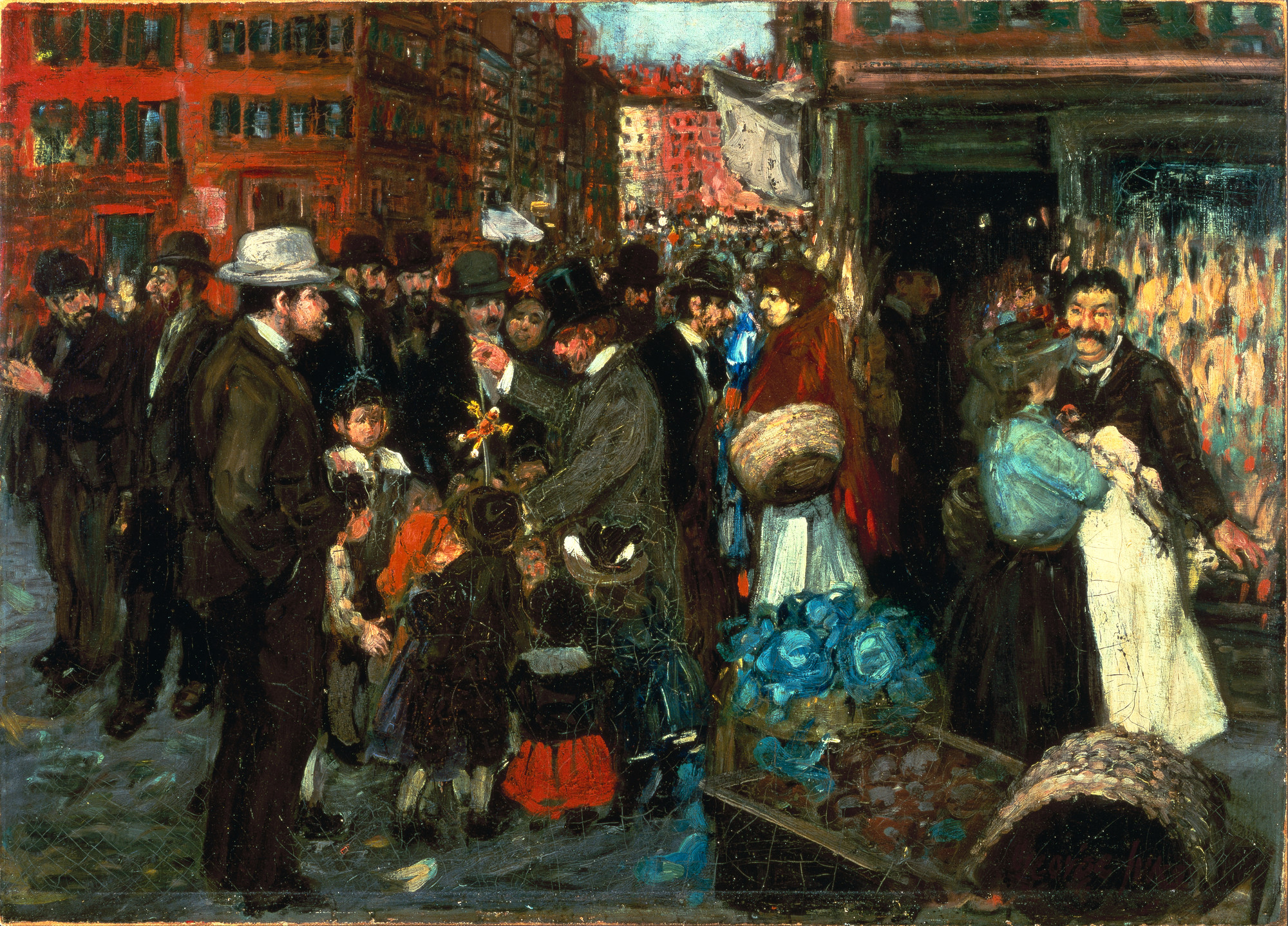
「Hester通り」(1905) ブルックリン美術館蔵
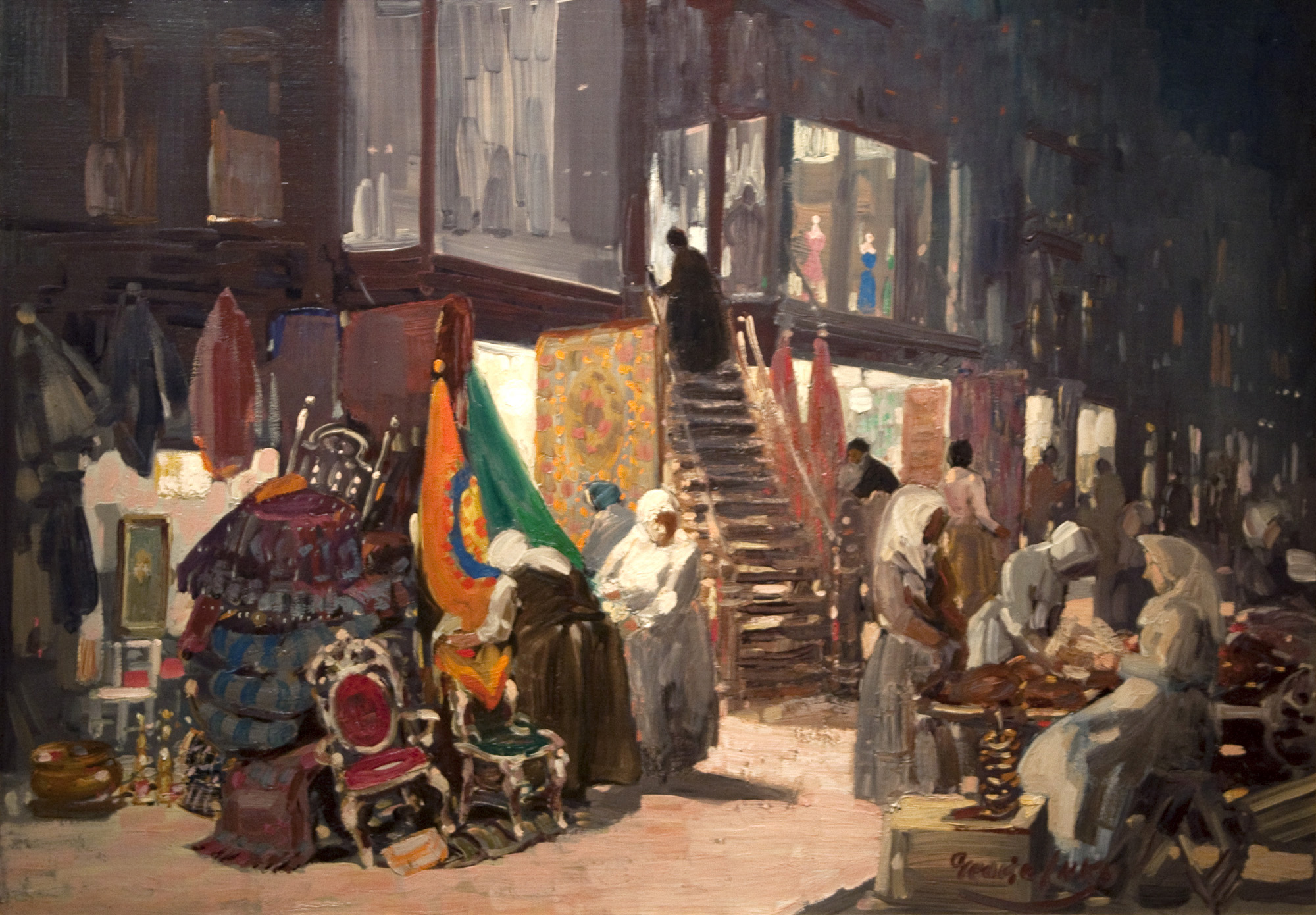
「Allen通り」(1905年) ハンター・アメリカン・アート美術館（英語版）蔵
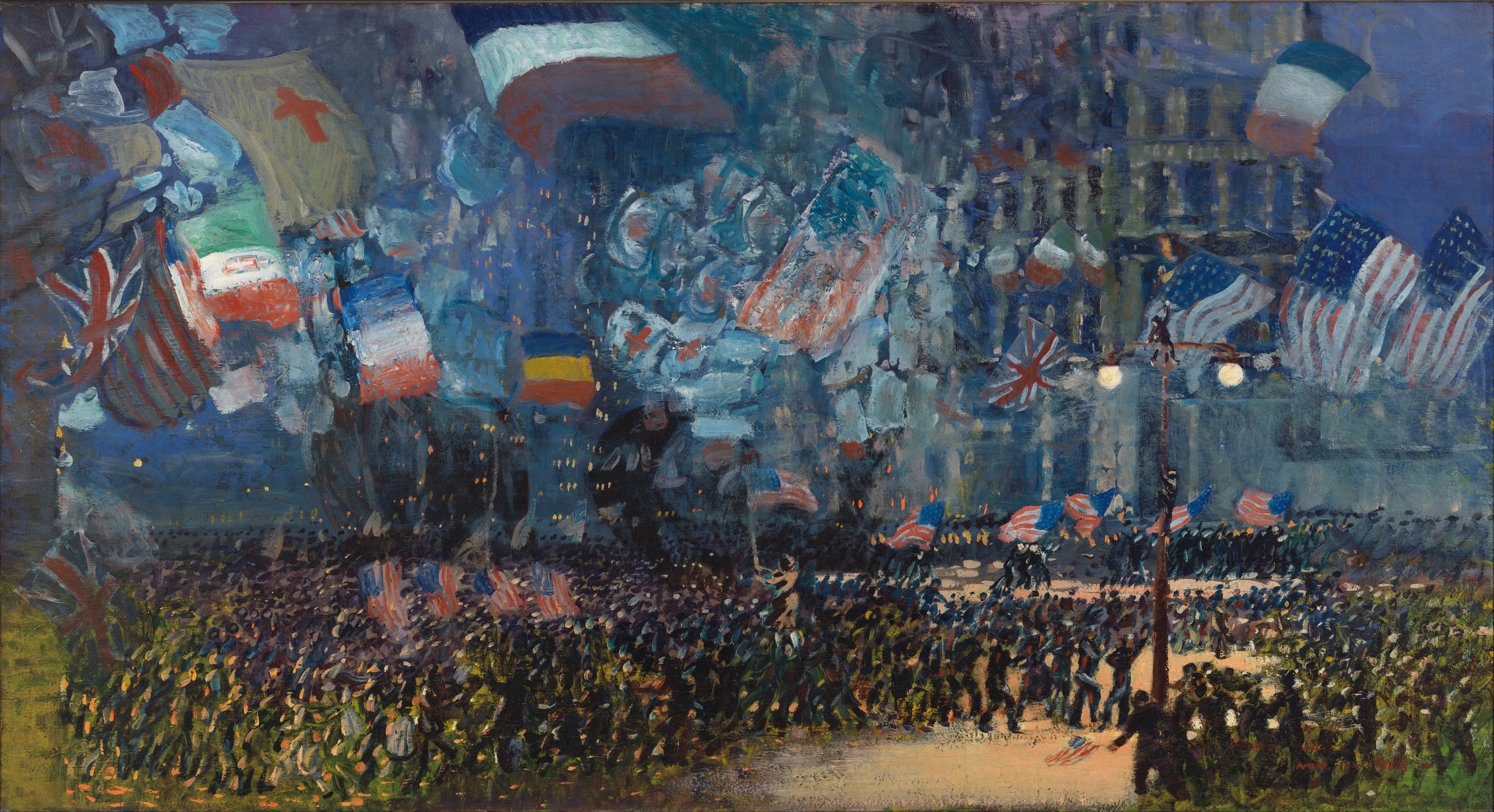
「戦勝祝賀の夜」(1918年) ホイットニー美術館
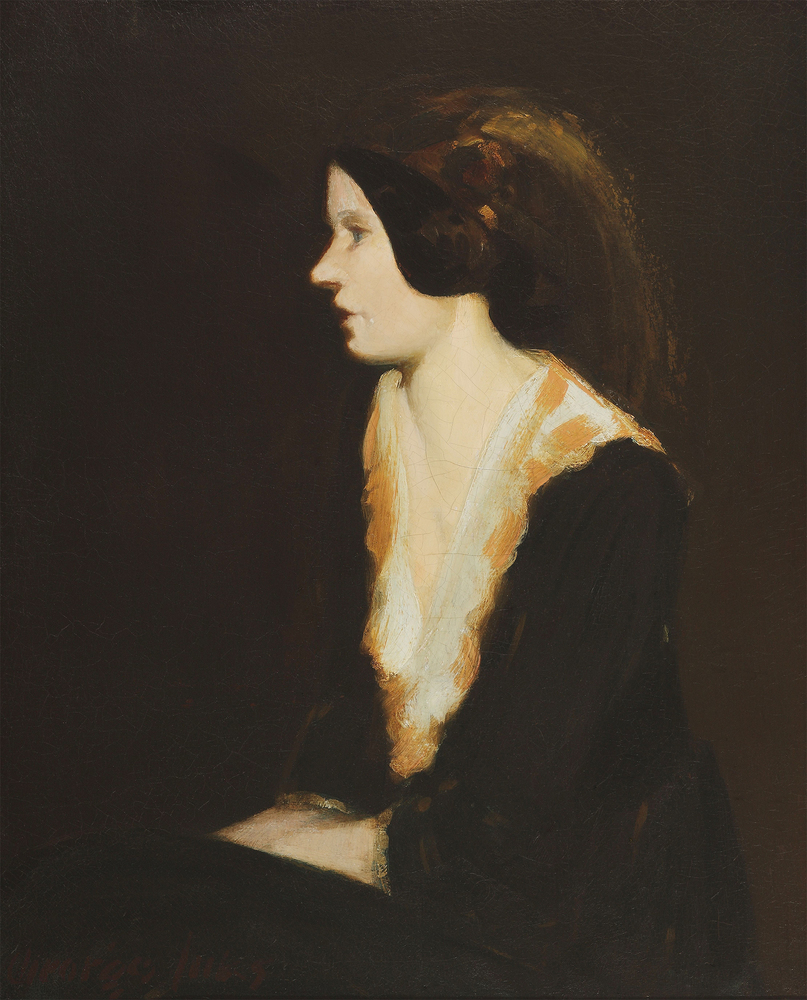
「白いツグミ（マーガレット・サージェント（英語版）の肖像）」（1919年）
マディソン・スクエア (1922年)  個人蔵
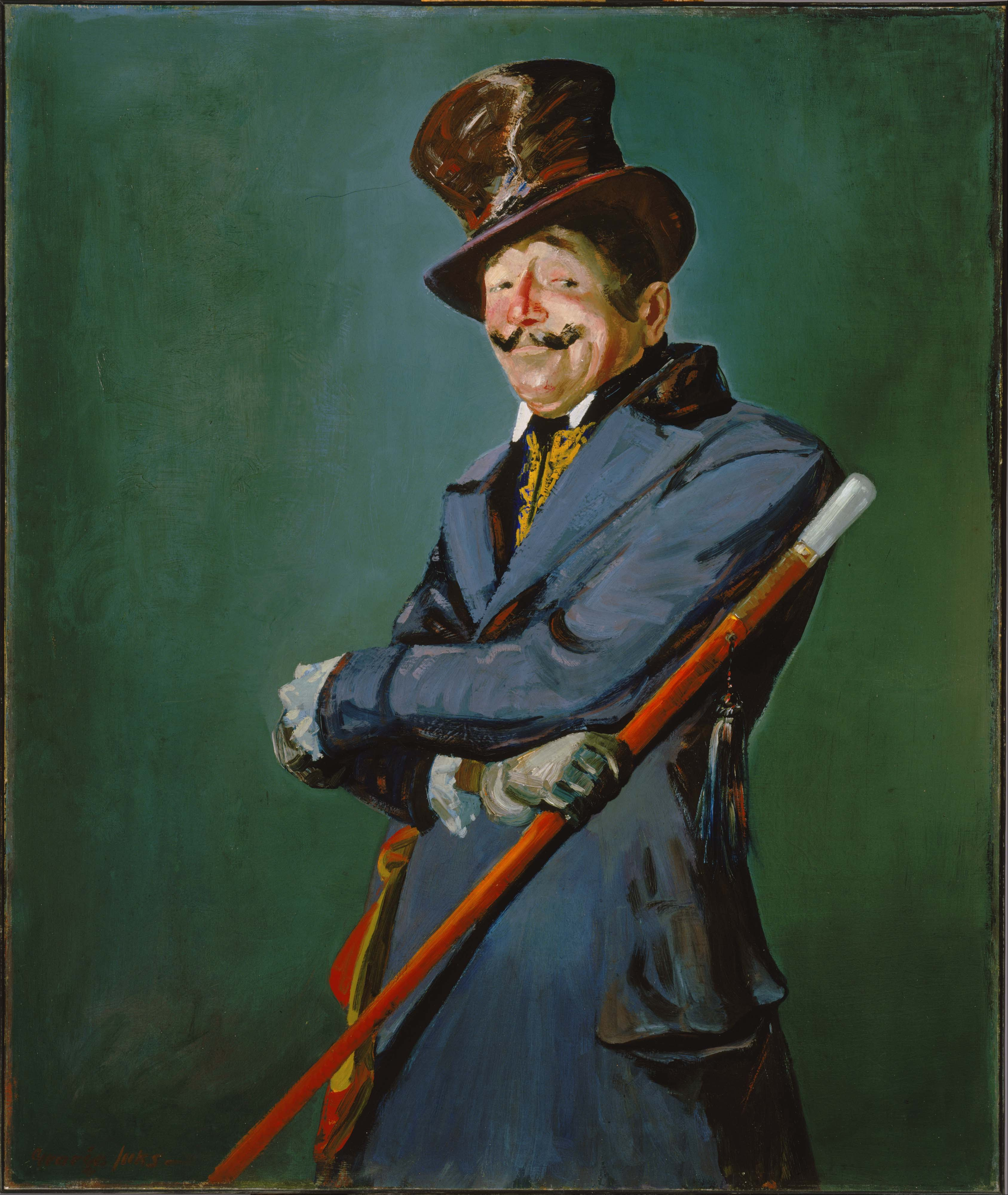
「オーティス・スキナー（英語版）演じるフィリップ・ブリドー（フランス語版）」 (1922年) フィリップス・コレクション蔵
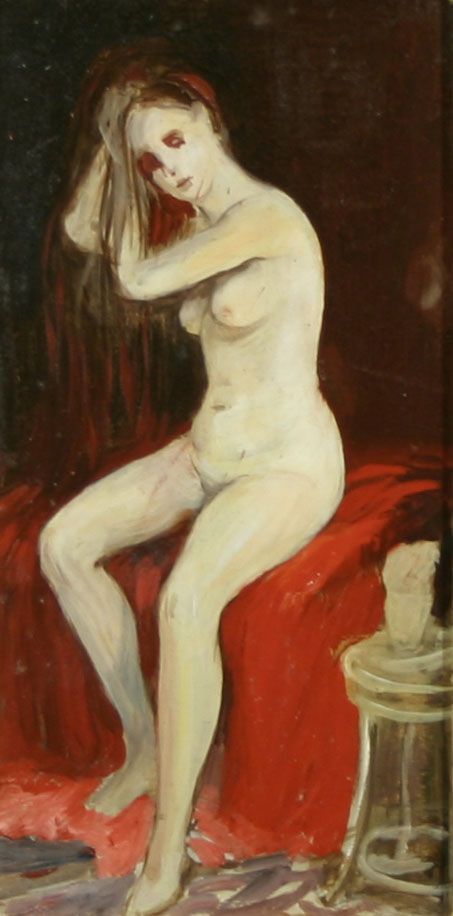
「座る裸婦」1932年頃？　ラクスの後妻、メルセデス・ルクスか